# No Goodbyes
No Goodbyes är en låt framförd av Linda Wagenmakers. Den är skriven av John O'Hare och Ellert Driessen.
Låten var Nederländernas bidrag i Eurovision Song Contest 2000 i Stockholm i Sverige. I finalen den 13 maj slutade den på trettonde plats med 40 poäng.